# طیبه الامام
طیبه الامام (به عربی: طیبة الإمام) یک روستا در سوریه است که در استان حماه واقع شده‌است. طیبه الامام ۲۴٬۱۰۵ نفر جمعیت دارد.